# Einar Helgason

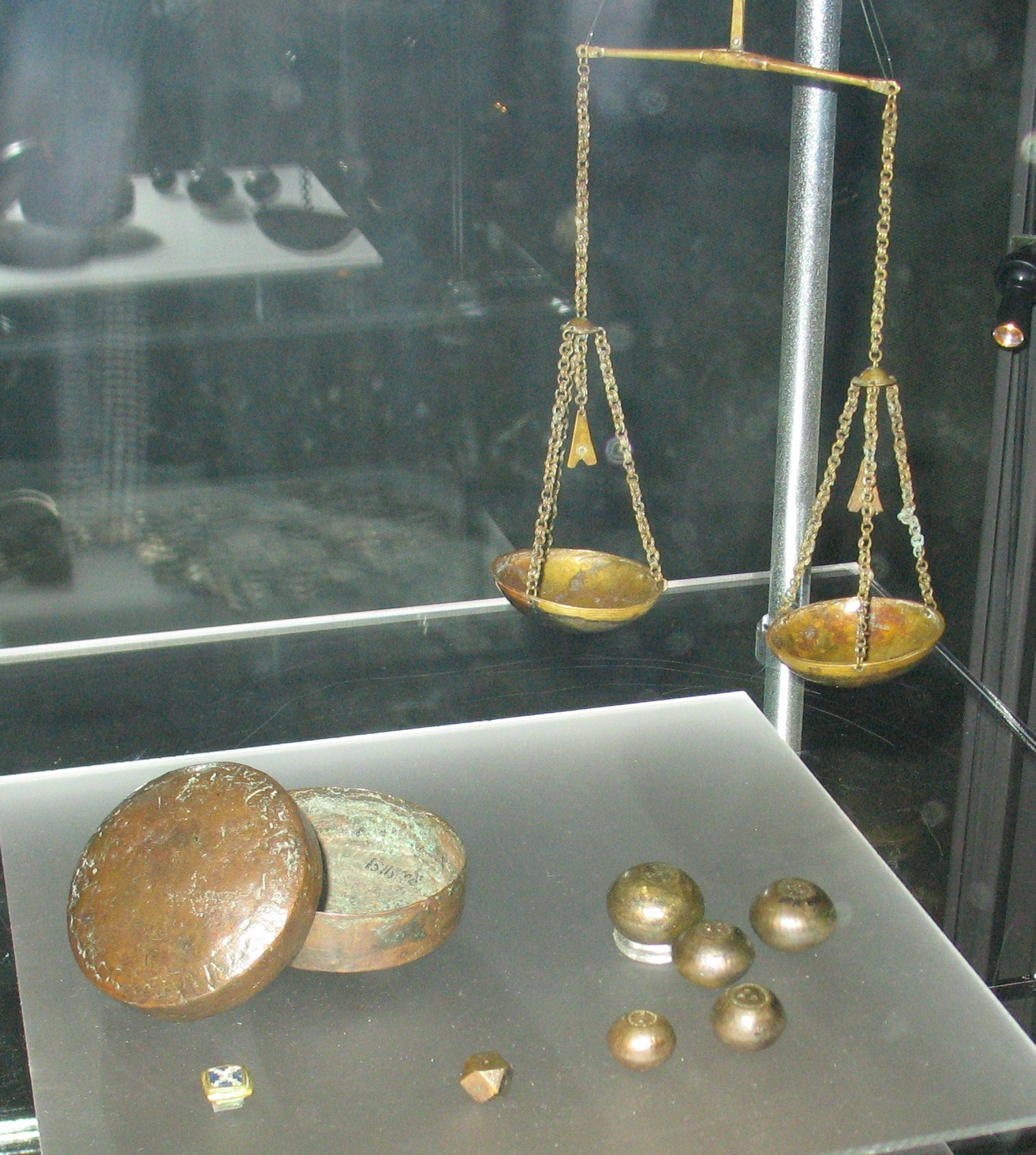
Balanzas y pesas de la Era vikinga.

Einar Helgason o Einarr Skálaglamm (n. 960) fue un escaldo islandés de Laugar, Sælingsdalstúnga, Dalasysla que vivió en torno a la segunda mitad del siglo X. Según el Landnámabók y otras fuentes, Einar era hijo de Helgi Ottarsson y nieto de Óttar Björnsson. Su madre era Niðbjörg Bjolansdóttir (c. 910), hija de Kaðlin Hrólfsdóttir (c. 890), por lo tanto nieta de Hrolf Ganger.
Según Skáldatal fue poeta en la corte del Jarl Håkon Sigurdsson a quien dedicó su obra maestra, Vellekla (Escasez de Oro). El apodo de Einar, skálaglamm significa «cuenco de latón» y se refiere a una serie de balanzas y pesas con poderes adivinatorios que le regaló su mecenas Haakon. La poesía de Einar que ha sobrevivido hasta la actualidad está preservada en las sagas reales, la edda prosaica, la saga de Egil Skallagrímson y la saga Jomsvikinga. Según la saga de Egil, Einar era amigo de Egil Skallagrímson y en una ocasión le regaló a Egil un escudo decorado que había recibido en Noruega. Egil se sintió disgustado, ya que la tradición le obligaba a componer una drápa sobre el escudo. Según el Landnámabók y otras fuentes Einar murió ahogado en Breiðafjörður.